# Messerschmitt

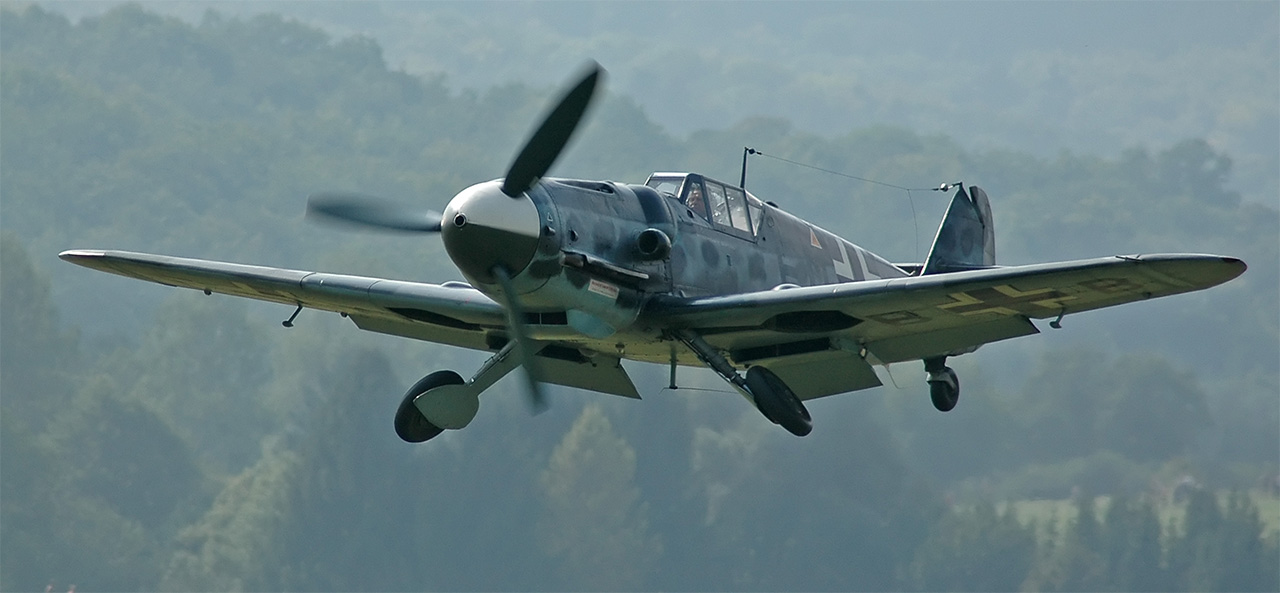
Messerschmitt Bf 109

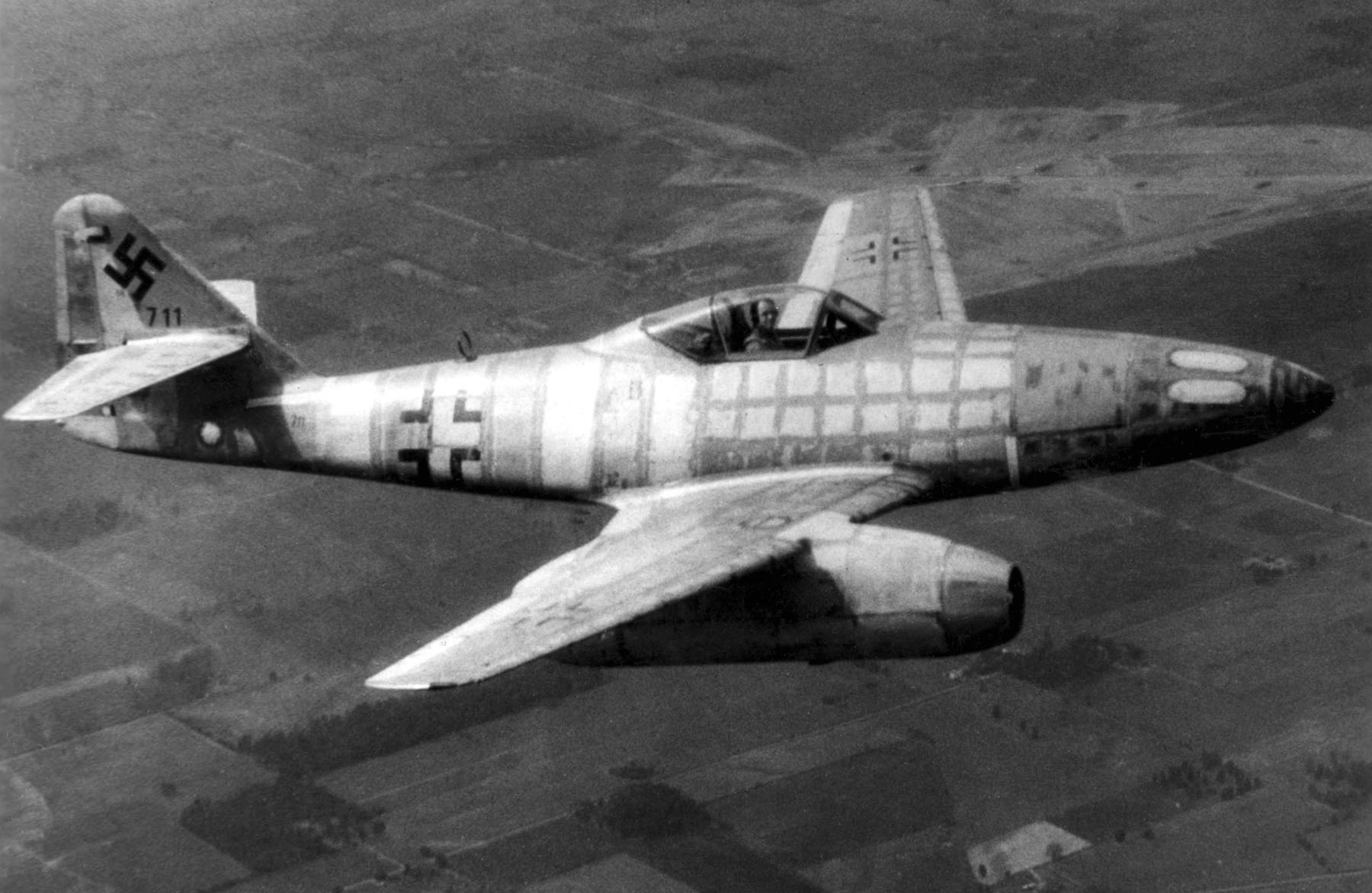
Messerschmitt Me 262 — перший реактивний винищувач

Мессершмі́тт (нім. Messerschmitt AG) — авіабудівна фірма Німеччини, що діяла в 1938—1945 та 1956—1968 роках. Веде свій початок від фірми «Мессершмітт-флюґцойґбау» (нім. Messerschmitt-Flugzeugbau Gesellschaft), заснованої 1923 року Віллі Мессершміттом. Відома своїми винищувачами та бомбардувальниками, створеними для військово-повітряних сил нацистської Німеччини. Найвідомішими з них були Bf-109 та Me-262. Фірма пережила поразку Німеччини та після низки злиттів і поглинань та зміни назви на Мессершмітт-Белько-Блом, була куплена в 1989 компанією Daimler-Benz Aerospace AG. Остання, в свою чергу, згодом стала частиною EADS.

## Історія

### «Мессершмітт флюґцойґбау»
1923 року випускник Мюнхенської вищої технічної школи Віллі Мессершмітт, у віці 25 років, організував у Бамберзі свою фірму «Флюґцойґбау Мессершмітт» з виробництва планерів та спортивних літаків. Гроші на фінансування свого підприємства він накопичив, проектуючи та збираючи планери, деякі з яких він побудував ще під час Першої світової війни. На новій фірмі будувалися мотопланери S 15, S 16 Бубі  та S 16a Бетті , а 1925 року з'явився перший справжній літак, двомісний моноплан М 17 Елло.
1926 року Мессершмітт побудував свій перший металевий літак — легкий транспортний М 18, розрахований на пілота та трьох пасажирів. Дослідний літак мав дерев'яну конструкцію, але в серію пішов варіант суцільнометалевої конструкції з обшивкою з легкого сплаву. На нього було отримано замовлення на 12 машин від Тео Кронайсса (нім. Theo Croneiß), який створював авіакомпанію для обслуговування місцевих авіаліній « Нордбаєріше феркерсфлюґ» (нім. Nordbayerische Verkehrsflug GmbH). Успіх М 18 дозволив Мессершмітту отримати субсидії від баварського уряду. 25 березня 1926 року була заснована Мессершмітт флюґцойґбау (нім. Messerschmitt Flugzeugbau GmbH), яка перетворилася на підприємство, де на постійних посадах працювало 10 осіб, включаючи самого Мессершмітта, його заступника та трьох механіків.

### «Баєріше флюґцойґверке»
Ще в лютому 1916 року південнонімецька інженерна компанія MAN AG і ряд банків купили збиткове авіабудівне підприємство Отто-Флюґцойґверке (Otto-Flugzeugwerke), що стало початком нової авіабудівної компанії «Баєріше флюґцойґверке» (нім. Bayerische Flugzeugwerke AG, (BFW), (Bf.)). Проект статуту було складено 19-20 лютого та затверджений 2 березня 1916 року. Компанію було занесено до комерційного реєстру 7 березня 1916 року зі статутним капіталом 1 млн марок. 36 % акцій належало Берлінському банкові «Bank für Handel und Industrie», 30 % — MAN AG і 34 % Герману Бахштайну (Hermann Bachstein) з Берліна. Першим головою правління став Петер Ебервайн (Peter Eberwein), який перейшов сюди з «Albatros Flugzeugwerke». У зв'язку з гострою необхідністю виробництва літаків для фронту, часу і можливостей на розробку нових конструкцій не було і BFW зайнялася виробництвом ліцензійних моделей Альбатроса. Вже протягом місяця нова компанія змогла поставити перші машини для військових відомств Прусії та Баварії. Однак у компанії з самого початку виникли проблеми з якістю продукції. Подібні проблеми були і у попередника Густава Отто (Gustav Otto). І лише організаційні зміни та посилення контролю на складальній лінії дозволили покращити ситуацію з якістю до кінця 1916 року. Невдовзі BFW почала розростатися у велику компанію та вийшла на рівень виробництва 200 машин на місяць. Її штат досяг 3000 осіб, і вона стала одним з найбільших виробників літаків у Баварії.
Закінчення війни поставило компанію у важкі умови, оскільки попит на військові машини зник. Маркетинг компанії був спрямований на пошук нової продукції, щоб вижити в умовах, що склалися. Оскільки літаки Першої світової війни будувалися переважно з дерева, компанія володіла потужним столярним цехом. Крім того, вона все ще мала заготовки на будівництво близько 200 літаків на загальну суму 4,7 млн марок. У зв'язку з цим керівництво компанії вирішило, що найкращий вихід — це виготовлення кухонних меблів та гарнітурів. Крім того, починаючи з 1921 року компанія виробляла мотоцикли власної конструкції під назвами «Flink» і «Helios».
Восени 1921 року австрійський фінансист Камілло Кастільйоні вперше виявив свою зацікавленість щодо купівлі BFW. Хоча його пропозиція влаштувала більшість акціонерів, MAN AG продовжував утримувати свою частку. Кастільйоні підтримував керуючий директор BMW Франц Йозеф Попп, тож врешті навесні 1922 року їм вдалося здійснити покупку. У травні того ж 1922 року Кастільйоні вдалося також придбати Knorr-Bremse AG і BMW і незабаром обидві компанії було об'єднано.

### Народження нової «Баєріше флюґцойґверке»
Нова «Баєріше флюґцойґверке» була пов'язана зі старою лише своєю назвою. Вона була утворена на основі виробничих потужностей «Удет флюґцойґбау» (нім. Udet-Flugzeugbau GmbH). «Удет флюґцойґбау» була заснована в Рамерсдорфі, під Мюнхеном, 23 жовтня 1922 року Ернстом Удетом, Гейнцем Ролем, Еріхом Шаєрманом та Гансом Германом зі статутним капіталом 100 000 рейхсмарок. Головним завданням нової компанії був випуск легких спортивних та навчальних літаків конструкції Ганса Германа.
Перший з літаків, надлегкий одномісний моноплан «Удет U 1» полетів вже через п'ять місяців, 12 травня 1923 року. Він послужив прототипом для першої серії з семи U 2. Версія U 3 була потужнішим двомісним варіантом U 2, а U 4 — одномісним варіантом останнього. U 2 і U 4 мали певний міжнародний успіх. Проте на ранніх стадіях BMW мала частку в компанії і була представлена Францем-Йозефом Поппом, який займав місце в наглядовій раді.
1923 року «Удет флюґцойґбау» випустила чотиримісний U 5 — транспортний моноплан-парасоль. U 6 був подальшим розвитком U 4. Їх було випущено сім штук. U 7 Колібрі  був одномісним надлегким монопланом. U 8 був подальшим розвитком чотиримісного U 5. Декілька таких машин побудували за замовленням Аеро Ллойда.
Найризикованішим проектом «Удет флюґцойґбау» став «U 11 Кондор». Літак мав екіпаж з трьох осіб і восьми пасажирів. Чотири 125-сильних двигуна під крилами працювали на штовхаючі гвинти. 1925 року випуск U 11 привів компанію до серйозної фінансовій кризі. Компанія отримала великі кредити від банкірського дому «Мерк, Фінк і К». Певна фінансова допомога була отримана від міністерства транспорту Баварії та баварського уряду.
Найуспішніший літак компанії — навчальний біплан «U 12 Фламінго» з'явився занадто пізно, щоб виправити ситуацію. Навесні 1926 року Удет і Шаєрманн полишили компанію. До цього часу «Удет флюґцойґбау» вела переговори про купівлю в Аугсбурзі старої фабрики «Баєріше Румплер верке» (нім. Bayerische Rumpler-Werke GmbH), але фінансова ситуація ускладнилася ще більше. Лише «Мерк, Фінк і К» вклали в компанію 800 000 марок, і внаслідок переговорів з міністерством транспорту та баварським урядом на фінансових руїнах було вирішено створити нову компанію.
30 липня 1926 року міністерство транспорту баварського уряду та банкірський дім «Мерк, Фінк і К» створили «Баєріше флюґцойґверке» (БФВ) (нім. Bayerische Flugzeugwerke AG (BFW)). Міністерство транспорту забезпечило 62,5 % капіталу, уряд Баварії — 25 %. Це уможливило новоствореній компанії придбати завод в Аугсбурзі. Ще 400 000 марок було отримано від міністерства у вигляді позики, яка була практично тут же списана. Новое керівництво очолив Александр Шріффер. Компанія фактично була урядовою.
На заводі в Аугсбурзі стали готувати серійне виробництво «U 12 Фламінго», який спеціально для цього був модернізований під змішану конструкцію з фюзеляжем із сталевих труб. Незгода з новим керівництвом змусила Ганса Германа залишити фірму восени 1926 року. У результаті завдання переробки Фламінго було покладено на Карла Тайссена.
1927 року з'явилися два варіанти U 12: BFW 1 «Шпербер» і BFW 3 «Марабу». Щоправда, далі дослідних екземплярів вони не пішли — в серію був запущений U 12 з тим же дерев'яним фюзеляжем. Крім замовлення від міністерства транспорту U 12 продавали на експорт. 24 літаки було поставлено Угорщини (ще 40 було випущено за ліцензією на Манфред Вейс), 10 машин купила Австрія. Літак також будувався за ліцензії на Ваккманне в Ризі.

### Об'єднання
Незважаючи на успіх U 12, концерну явно бракувало досвідченого конструктора, здатного повести за собою проектне бюро. Так виникла пропозиція про злиття з іншою баварською компанією — «Мессершмітт флюґцойґбау ГмбХ».
Спочатку Мессершмітт не погоджувався, прагнучи зберегти свою незалежність. Та врешті зійшлися на тому, щоб Мессершмітт займатиметься проектуванням літаків, зберігаючи патенти та авторські права, а серійне виробництво передавалося на «Баєріше флюґцойґверке», яке розпускало своє КБ і переходило виключно на випуск літаків Мессершмітта. Таким чином дві компанії збереглися як юридичні особи, хоча фактично працювали як єдине ціле. Угода про злиття «Bayerische Flugzeugwerke AG» і «Messerschmitt-Flugzeugbau GmbH» було підписано 8 вересня 1927 року. За умовами договору Мессершмітт ставав одним з директорів фірми, а в назвах спроектованих їм літаків мала бути вказівка на його прізвище. Буква «М» була офіційно затвердженим позначенням, а також збігалася з першою літерою в прізвищі Мессершмітта, літак Мессершмітта М 18b був перевезений в Аугсбург.
1928 року під тиском парламенту уряд вирішив відмовитися від своєї частки в акціях «Баєріше флюґцойґверке», тож було вирішено перетворити компанію на акціонерне товариство. Мессершмітт не проґавив свого шансу. Хоча компанія «Мессершмітт флюґцойґбау» фактично увійшла до складу «Баєріше флюґцойґверке», юридично вона зберегла патентні та авторські права та збільшила капітал на 8000 марок. Сам Мессершмітт до того часу був одружений з дочкою великого фінансиста Рауліно, що дозволило йому за сімейними каналах отримати необхідні гроші на викуп акцій. Іншими співвласниками компанії стали Штромаєр і його тесть Рауліно. 87,5 % капіталу дісталося родині Штрохмаєрів-Рауліно, а у власність самого Мессершмітта перейшло 12,5 % акцій, і він став одним з трьох головних директорів компанії. 1 липня 1928 року нова рада директорів обрала головою Отто Штрохмаєра, а безпосереднє керівництво проводили Мессершмітт і Фріц Гелле.
«Баєріше флюґцойґверке» включилася в активну проектно-конструкторську роботу. Мессершмітт випустив двомісний спортивний моноплан М 19 спеціально для Тео Кронейсса. Першим літаком Мессершмітта, побудованим на «Баєріше флюґцойґверке», став 10-місцевий пасажирський літак М 20, який розбився в першому ж польоті. У літаку загинув Ганс Гакман (нім. Hans Hackman) — близький друг Ерхарда Мільха — виконавчого директора Люфтганзи. Проте був побудований другий дослідний літак, успішно облітав 2 серпня 1928 року Тео Кронайссом, після чого Люфтганза підписала контракт.
Одночасно створювалися варіанти М 18, М 20b, навчальний біплан М 21, який повинен був замінити «Фламінго», дводвигуновий бомбардувальник М 22 для рейхсверу, двомісний спортивний моноплан М 23, восьмимісний пасажирський М 24. Але М 21 був випущений всього в двох екземплярах. Роботи над бомбардувальником М 22 були припинені після катастрофи дослідного літака. М 23 мав успіх, але 1929 року фінансовий стан фірми різко погіршився. Люфтганза розірвала контракт на 10 вже споруджуваних М 20b і зажадала назад аванс. Внаслідок цього «Баєріше флюґцойґверке» втратила 600 000 марок. Фірмі нічого не залишалося, як 1 червня 1931 року оголосити про своє банкрутство.
Саме в цей критичний момент на фірму звернув увагу Рудольф Гесс. Гесс водночас добре знав самого Віллі Мессершмітт, а також був одним з найближчих співробітників Гітлера, який до того часу був як ніколи близький до крісла рейхсканцлера. Гесс вже тоді користувався в Аугсбурзі величезним впливом та зумів припинити рішення суду, що зобов'язувало пустити обладнання фірми з молотка 1 червня 1931 року. Натомість, літак М 23, наданий у розпорядження Гесса, допоміг йому набагато активніше брати участь у передвиборній гонці в ролі секретаря Гітлера.
Разом з кредиторами «Баєріше флюґцойґверке» Мессершмітт зумів домогтися прийняття Люфтганзою пасажирських М 20b і дослідного швидкісного поштового літака М 28, створеного за вимогами замовника. Мессершмітту вдалося також отримати замовлення на розробку двомісного спортивного літака спеціально для «Євро-Рундфлюг» 1932 року, а в грудні з кредиторами «Баєріше флюґцойґверке» була досягнута угода про скасування постанови про банкрутство. Офіційно воно було оформлено 27 квітня 1933 року.
Таким чином у травні 1933 року «Баєріше флюґцойґверке АГ» почала фактично з нуля, маючи всього 82 особи у штаті. Мессершмітт очолив компанію разом з Раканом Кокотакі. Тим часом конструктори фірми Мессершмітт разом з Вальтером Ретхелем з Арадо випустили спортивний моноплан М 35.
Щоб зберегти ядро конструкторського колективу, керівництво фірми стало підшукувати роботу на стороні. Кокотакі зумів домогтися контракту від «Інтерпріндере конструкції Аеронаутіке Романе» з Бухареста на розробку шестимісного пасажирського літака. Літак, робота над яким почалася в Аугсбурзі, отримав позначення М.36. Одночасно почалася робота над легким монопланом із закритою кабіною М.37, інтерес до якого також виявляли представники румунської ІКАР, що розглядала його як можливу заміну навчального «Tigerschwalbe» Фірми «Рааб Катценштейн».
Проте Ергард Мільх, колишній керуючий директор Люфганзи, а тепер голова державного секретаріату у справах авіації, плекав різку антипатію до Мессершмітта. Він хоч і не зумів цілком позбавити компанію замовлень, проте домігся обмеження її роботи лише ліцензійним виробництвом. Підбурюваний Мільхом, обер-лейтенант Вільгельм Віммер з Технічного департаменту, аби дискредитувати Мессершмітта застеріг «Баєріше флюґцойґверке» від прийому іноземної комісії. Мессершмітт та Кокотакі різко запротестували, вказуючи, що нестача офіційних замовлень змушує шукати їх за кордоном. Така аргументація змусила Технічний департамент включити «Баєріше флюґцойґверке» в розробку нових літаків.
Повітряний комісаріат вирішив, що Четвертий міжнародний конкурс авіабудівничих фірм «Challenge Internationale de Tourisme», що проводився у серпні — вересні 1934 року, є зручною нагодою продемонструвати здобутки німецької авіації. Було вирішено представити максимально сильну німецьку команду. На попередньому конкурсі в 1932 року лідируючі позиції зайняв польський RWD-6, і «Баєріше флюґцойґверке» отримала вказівку випустити шість літаків, які й повинні були стати основою команди Німеччини. Враховуючи стислі терміни контракту, і те, що М.37 добре підійшов під висунуті вимоги, останній був швидко перероблений за новими вимогами вже під позначенням Bf.108. На змаганнях 1934 року пілот Г. Зайдеманн на літаку Bf.108 зайняв 13 місце.
Ще до першого польоту Bf.108, незважаючи на відсутність досвіду в розробці бойових літаків, компанія взялася за розробку одномісного винищувача Bf.109. Він з'явився на креслярських дошках «Баєріше флюґцойґверке» на початку 1934 року на замовлення повітряного штабу. Ці вимоги разом із замовленням дослідних машин були спрямовані на Arado, Focke-Wulf та Heinkel, а Мессершмітту відмовили в контракті на розробку на тій підставі, що він не мав досвіду у створенні швидкісних бойових літаків. Однак Мессершмітт з власної ініціативи взяв участь у конкурсі зі створення винищувача.

### Успіх та розширення
1934 року БФВ також отримала два урядових замовлення на ліцензійний випуск 54 бойових літаків для люфтваффе. Першими стали замовлення на 30 Do.11 і 24 He.45, і саме вони дозволили БФВ відродитися, протягом всього семи місяців у шість разів збільшити штат фірми, а до кінця 1933 року на фірмі було вже 524 зайнятих.
1935 року БФВ стала швидко розширюватися. Протягом року компанія отримала замовлення на 90 Ar.66, 115 Go.145, 70 He.45, 30 He.50 і 32 Bf.108. Новий складальний цех був закладений за півтора кілометри від Аугсбурга, але масове виробництво, заплановане на середину 1936 року, потребувало набагато більших потужностей та площ, ніж можна було отримати від муніципалітету Аугсбурга. Тож 24 липня було створено компанію «Мессершмітт ГмбХ» (нім. Messerschmitt GmbH), яка придбала землю під новий завод в Регенсбурзі. Фабрика була побудована швидко, і вже через 16 місяців туди було переведене все виробництво Bf.108В. Одночасно в Аугсбурзі було розширено експериментальне виробництво, а склад конструкторського бюро збільшений.
Тепер особливу увагу було приділено запуску Bf.109 у виробництво. Оснащення для серійного виробництва Bf.109B-1 стали готувати в Аугсбурзі ще наприкінці осені 1936 року. Перший серійний літак був готовий майже одночасно з випуском першої партії з 10 винищувачів. Літак став наймасовішим винищувачем в історії (побудовано 30 573, з урахуванням виробництва в інших країнах — понад 33 000). Його за ліцензією випускали багато компаній, включаючи Фокке-Вульф та Арадо. 1939 року головними виробниками Bf.109 стали Ерла машіненверке в Лейпцигу та Герхард Фізелер в Касселі та головним постачальником винищувачів Мессершмітта було обрано «Венер Ньюштадер флюґцойґверке» в Австрії.

### Перейменування
Міжнародна репутація, яку здобув Віллі Мессершмітт після випуску Bf.108 і Bf.109 настільки зросла, що 11 липня 1938 року рада директорів БФВ вирішила змінити назву на «Мессершмітт АҐ» (нім. Messerschmitt AG), а Мессершмітт став головою правління та керуючим директором. Сама фірма Мессершмітт АГ з 1940 року стала різко розширюватися. Крім заводів в Аугсбурзі та Регенсбурзі, виробництво було розгорнуто на заводах в Кематені під Інсбруком, а потім і на заводах в Лейпгаймі, Швадіші, Галле, Дінгольфінзі, Оберпфаффенгофені, Маркерсдорфі та Обераммергау, які були зайняті переважно на субконтрактних роботах. Лише на заводах Мессершмітта в районі Аугсбурга та Регенсбурга в жовтні 1944 року налічувалося 33 000 працівників.
Перед самою війною компанія зайнялася розробкою двомоторних важких винищувачів. Перший з них, Bf.110, став доволі вдалою машиною (випущено 5762) і випускався з перервами протягом усієї війни. Проте його наступники Me.210 та Me.410 виявилися цілковитим провалом. Припинення випуску Me.210 1942 року коштувало фірмі Messerschmitt AG 30 млн рейхсмарок. Скориставшись моментом, Мільх домігся того, щоб сам Віллі Мессершмітт пішов з посади голови концерну та директора фірми. На його місце призначили Тео Кронайсса, який довгі роки працював на Мессершмітта. Однак фірма була настільки сильна, що витримала цей удар і змогла отримати замовлення на випуск реактивних винищувачів для люфтваффе. З 1943 року фірма серійно випускала перехоплювач Me.163 з рідинним реактивним двигуном (понад 360 шт.), з 1944 року — дводвигуновий реактивний винищувач та бомбардувальник Me.262 (1433 шт.)
До того часу фірма Мессершмітт була єдиною літакобудівною фірмою, що серійно випускала винищувачі та багатоцільові літаки, оснащені реактивними двигунами. Крім інших новаторських експериментів, фірма вела великі роботи в галузі практичного застосування турбін, як на гвинтових, так і на реактивних літаках. Зокрема проводилися пробні польоти літака Me.264, оснащеного турбіною фірми O"sennaschinen GmbH" потужністю 6000 к.с. Паливом для турбіни служила суміш вугільного порошку (65 %) і бензину (35 %). Літаки Мессершмітт також оснащувалися ракетними двигунами Walther, що працювали на рідкому паливі, а також ПуВРД Argus As 014.
Успішно завершилися роботи зі створення важких планерів Me 321 та, на їхній базі, моторних планерів Ме.323 з шістьма поршневими двигунами (це були перші в світі спеціалізовані військово-транспортні літаки, найбільші та найдосконаліші машини в своєму класі). 1942 року було створено прототип стратегічного бомбардувальника Messerschmitt Me 264 (так званий «Бомбардувальник Америки») з чотирма поршневими двигунами, розрахований на досягнення території США.
Головними типами літаків, що випускалися фірмою в 1944—1945 роках були Bf.109G, Bf.110G, Me.410A, Me.163B і Ме.262А.

### Післявоєнна діяльність
Із закінченням Другої світової війни фірма перервала розробку та будівництво літальних апаратів та стала випускати мікроавтомобілі « Мессершмітт-КР-200», але 1956 року відновила авіаційне виробництво, випускаючи за ліцензією тренувальні літаки Fouga СМ.170 Magister, винищувачі-бомбардувальники Локхід F-104G і Фіат G-91 для НАТО. Брала участь у програмі дослідного надзвукового винищувача вертикального зльоту та посадки EWR VJ 101.
1968 року об'єдналася з фірмою «Bölkow GmbH» й отримала назву «Мессершмітт-Белько», і 1969 року увійшла до складу об'єднаної фірми «Мессершмітт-Белько-Блом» (Messerschmitt-Bölkow-Blohm).